# Алматинская улица (Киев)
Алмати́нская у́лица (до 2018 г. — Алма-Атинская улица, укр. Алматинська вулиця) — улица в Днепровском районе города Киева, местности Старая Дарница, Лиски, ДВРЗ. Пролегает от Пражской улицы до конца застройки.
Примыкают улицы: Гродненская, Профсоюзная, Трактористов, Станюковича, Машинистовская, Сеноманская, Олекса Довбуша, Макаренко, Волховская, Рогозовская, Изобретателей и Литинская.

## История
Улица возникла в 1940—1950-е годы, имела название улица Шоссе ДВРЗ. С 1961 года — Дарницкое шоссе. Современное название — с 1973 года, в честь города Алма-Ата, тогдашней столицы Казахстана.
22 марта 2018 Киевский городской совет принял решение об изменении названия улицы, с Алма-Атинской на Алматинскую. Теперь название образуется от слова «Алматы» (современное официальное название этого города), а не «Алма-Ата» (официальное название города в советское время).

## Здания и учреждения

### Учреждения образования и культуры
- Общеобразовательная средняя школа № 103 (№ 89)
- Общеобразовательная средняя школа № 11 (№ 113)
- Дошкольное учебное заведение № 702 (№ 111-А)
- Дарницкое монтажное производственно-учебное управление
- Центр культуры и искусств Днепровского района (№ 109)
- Театр украинской традиции «Дзеркало» (№ 109)
- Музей истории Дарницкого вагоноремонтного завода (№ 74)

### Медицинские учреждения
- Аптека № 30 КП «Фармация» (№ 103/1)
- Поликлиника № 2 Днепровского района (№ 2)

### Финансовые учреждения
- Филиал Днепровского отделения Сбербанка № 7989/0116 (№ 56)
- «Райффайзенбанк-Аваль», Днепровское отделение № 2

### Промышленность
- Дарницкий вагоноремонтный завод (№ 74)
- Завод экспериментальных конструкций (№ 8)
- Киевская фабрика технической бумаги (№ 2/1)

## Памятники
- Мемориал воинам, погибшим во время Великой Отечественной войны
- Памятник В. И. Ленину (скульптор С. С. Андрейченко, арх. И. Л. Масленков, 1959 г., демонтирован в марте 2014 года)

## Изображения

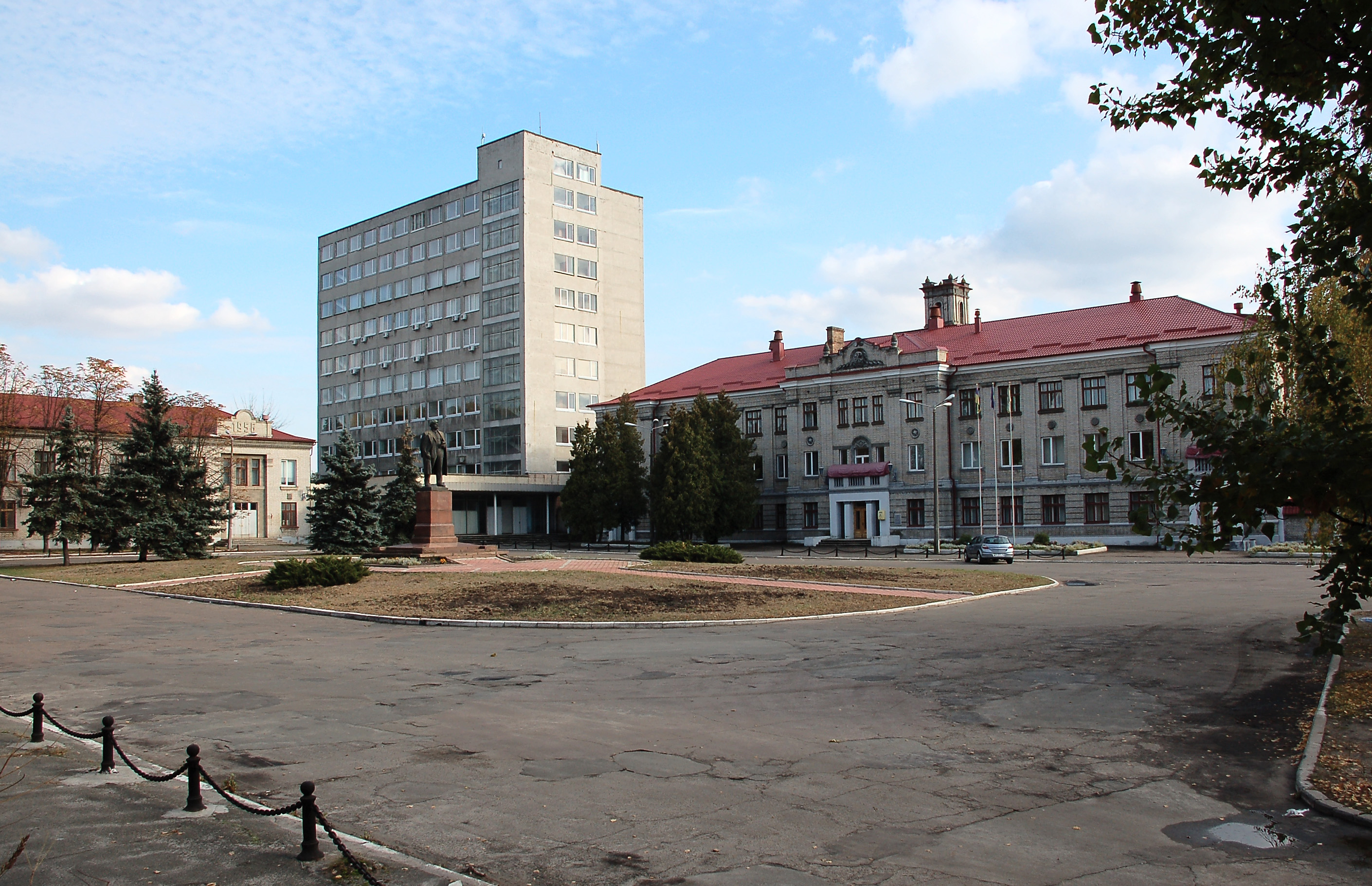
Площадь перед вагоноремонтным заводом
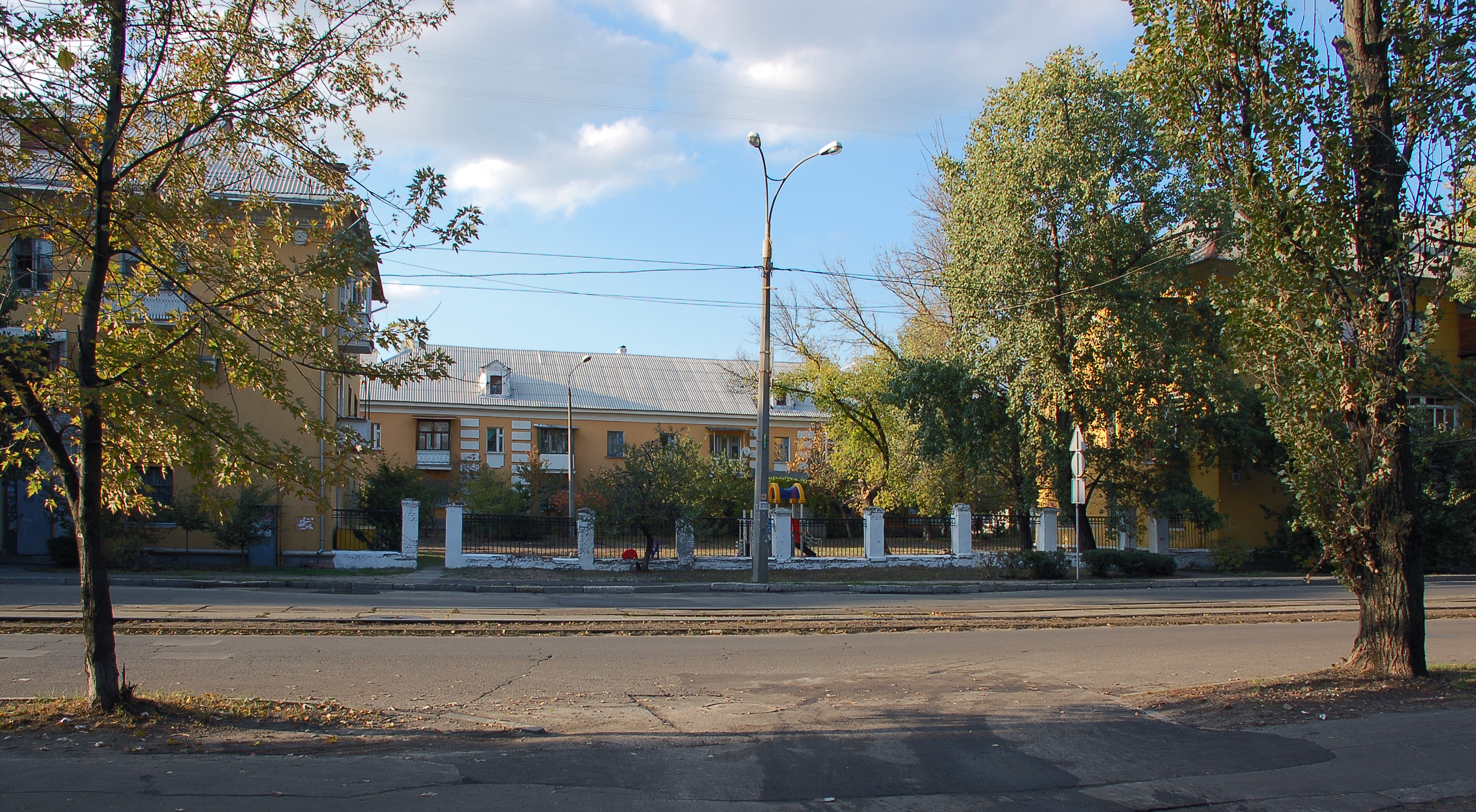
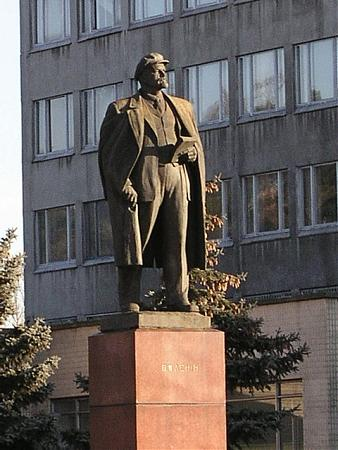
Памятник Ленину на площади около ДВРЗ